# Рух за незалежність Фландрії

## Боротьба за незалежність
Боротьба Фландрії за незалежність — всенаціональне повстання фламандців проти панування Французького королівства у 1302 році.

### Передумови
Боротьба Королівства Англія та Королівства Франція в XIV столітті була велика. Для цього використовувалися різні способи, як військові та політичні, так і економічні. Французьке королівство змушувало фламандців до боротьби за незалежність, таким чином плануючи погіршити господарювання Королівства Англія у Західній Європі.
| Прапор Бельгії | Це незавершена стаття про Бельгію. Ви можете допомогти проєкту, виправивши або дописавши її. |